# Баткак (Ульяновская область)
Баткак — посёлок в Новомалыклинском районе Ульяновской области. Входит в состав Новомалыклинского сельского поселения.

## География
Находится на расстоянии примерно 13 км к юго-востоку от села Новая Малыкла, административного центра района.

## История
В 1990-е годы работал СПК «Берлек». 

## Население
| 2010 |
| ---- |
| 27   |

### Национальный состав
Согласно результатам переписи 2002 года, в национальной структуре населения татары составляли 98 % из 52 чел.